# Charleston (film)
Charleston je italský komediální film z roku 1977. V hlavní roli Bud Spencer v roli Charlestona. Jeho spoluhráčem je česko-britský herec Herbert Lom jako inspektor Watkins.

## Příběh
Americký podnikatel Lo Monaco se snaží potopit svůj parník, neboť na něj uzavřel pojistku 7 000 000 dolarů. Jeho právník Moris vymyslí podfuk na náhodného boháče, kdy mu Monaco prodá svůj parník za 3 miliony a Moris slíbí obchodníkovi 5 milionů, ale slib nedodrží. Na nabídku se nachytají zlodějíčci, a aby plán mohli uskutečnit, pozvou si umělce Charlestona, který jim řekne, že s nimi souhlasí, což nebude pravda. Brzy zlodějíčci zjistí, že se Lo Monaco zná s Morisem, takže celý plán padá. Charleston si však už připravil celou akci, včetně toho, že ukradl policii vzácný obraz Gaugina, a tak je do podvodu začlenil. Charleston si půjčí divadlo a obchod proběhne, když Lo Monacovi zaplatí nekrytým šekem. Moris s penězi uteče, ale Charleston již převleče jednoho ze zlodějů za kapitána parníku a ten řekne Monacovi, že se jeho loď potopila a on získal pojistku. Moris se žene s pěti miliony do divadla, kde Charleston přebere peníze. Poté Monaca zatkne Scotlantyard v čele s inspektorem Watkinsem kvůli obrazu. Charleston má čistý štít.

## Obsazení
- Bud Spencer: Charleston
- James Coco: Joe lo Monaco
- Herbert Lom: inspektor Watkins
- Renzo Marignano: Moris
- Ronald Lacey: Frankie
- Jack La Cayenne: Capitano
- Dino Emanuelli: Bull
- Geoffrey Bayldon: Fred